# Benue
Benue en delstat i sydöstra Nigeria. Den har fått sitt namn efter floden Benue. Delstaten, som bildades 1976, har omkring 4,2 miljoner invånare, och huvudstaden heter Makurdi. 1991 bröts den västra delen av Benue ut ur delstaten, och blev tillsammans med östra delen av Kwara delstaten Kogi.

## Natur
Den största delen av delstaten består av ett slättland, Benueplatån, med högre partier i sydost vid gränsen mot grannlandet Kamerun. Floden Benue rinner genom norra delen av delstaten.

## Befolkning
Befolkningen tillhör flera etniska grupper, med tiv, idoma och igala som de största.

## Näringsliv
Jordbruk är den viktigaste näringen. Jams, hirs, durra, jordnötter och kassava odlas för lokalt bruk, och sojabönor, bomull, majs och ris för export. I delstaten finns mindre förekomster av kol, petroleum, kalksten, salt och guld, och stora förekomster av tenn och marmor. Industrin är ännu begränsad; livsmedelsindustri är den viktigaste industrigrenen. Huvudstaden Makurdi är en viktig flodhamn längs Benuefloden.